# Список членів Шведської академії

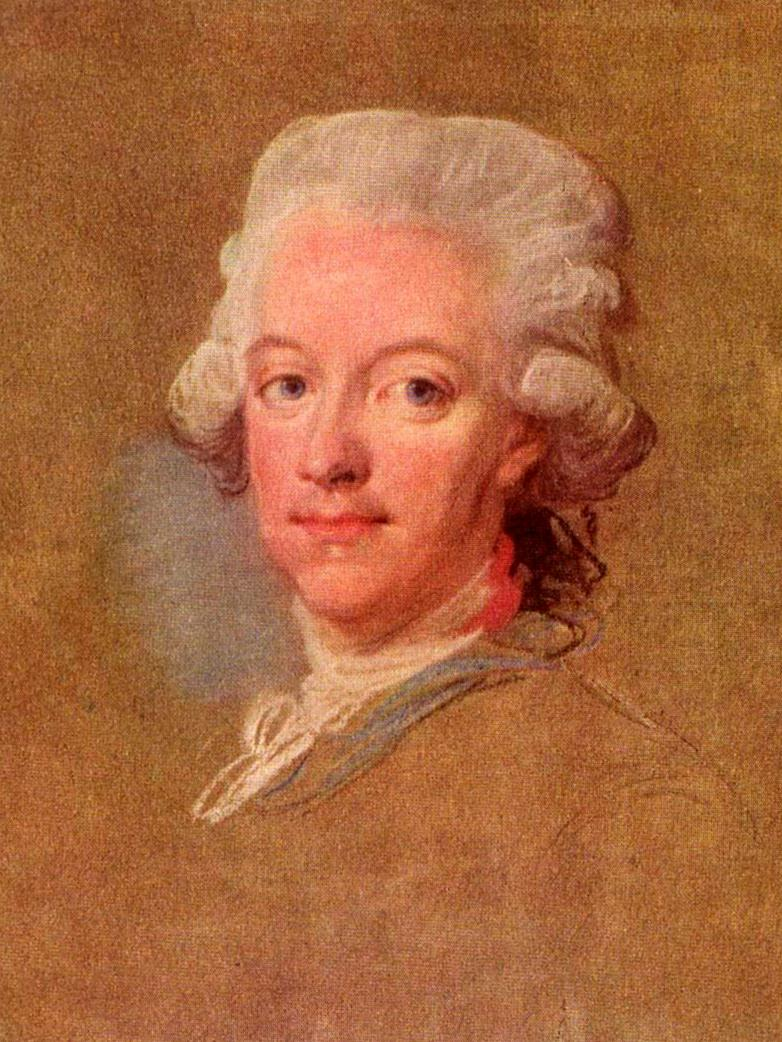
Король Ґустав ІІІ на портреті, що його Лоренс Паш малював на час заснування Шведської академії.

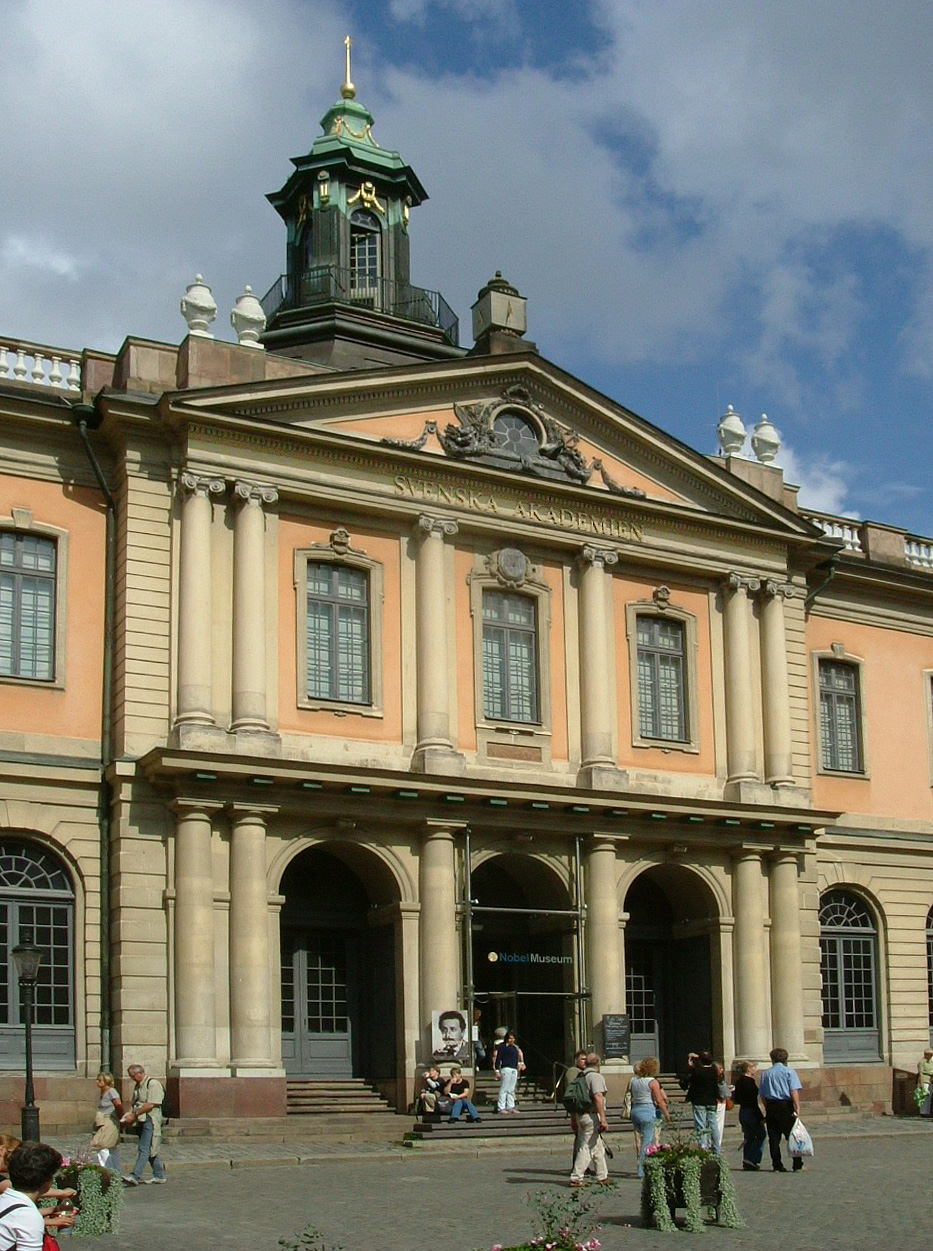
Будинок Шведської академії на площі Стурторгет у Стокгольмі.

Спи́сок членів Шве́дської акаде́мії — це перелік усіх членів цієї академії — від дати її заснування до останнього часу. Зазначено дати народження, виборів у члени академії, входу в неї і смерті.
1786 року Шведську академію заснував король Швеції Ґустав III на зразок старшої на півтора століття Французької академії (L'Académie française). Король поклав собі, що академія має бути «товариством Вісімнадцяти Панів і Чоловіків», тож Шведську академію неформально називають «вісімнадцяткою». Кожний її нововибраний член відбуває своєрідну інавґураційну церемонію, яка, згідно з постановою Ґустава ІІІ, відбувається 20 грудня, під час щорічних урочистих зборів. Влаштовувати їх почали в ХІХ столітті. Заснування Шведської академії призначили на день народження короля Ґустава ІІ Адольфа — 9 грудня за юліанським календарем, тобто 20 грудня за григоріанським календарем, який у Швеції запровадили 1753 року.
Із вісімнадцяти перших академіків Ґустав Третій сам вибрав тринадцятьох, а п'ятьох вибрали — з його згоди. З їх числа Карл Фредрік Шеффер помер 27 серпня 1786, не встигнувши відбути інавґурацію. Однак його вважають членом академії. Шеффер входить у їх реєстр.
Члени академії самі вибирають нового академіка, коли внаслідок смерті його попередника звільняється крісло. Таке членство довічне, з числа академіків неможливо вийти. Але можна відмовитися від участи в роботі цього закладу Так уже ставалося кілька разів.
- У 1881 році Геннінґ Гамільтон (крісло № 9), викритий у шахруванні з великою сумою грошей, був змушений відмовитися від членства в усіх наукових товариствах і академіях, у тому числі й Шведській. 1886 року він помер.
- У 1989 році Вернер Аспенстрем (крісло № 12), Ларс Юлленстен (крісло № 14) і Керстін Екман (крісло № 15) відмовилися від участі в діяльності Шведської академії на знак протесту проти її ставлення до справи Салмана Рушді. Аспенстрем помер у 1997-му, Юлленстен у 2006-му, а Екман ще живе.
- У 1996 році Кнут Анлунд (крісло № 7) пішов на відмову через фетву проти Салмана Рушді. 2005 року він оголосив, що вважає себе посторонньою людиною, яка не має нічого спільного з Шведською академією. У такий спосіб він висловив незгоду з тим, що 2004 року Нобелівську премію в галузі літератури присудили Ельфріде Єлінек. Через Єлінек «вартість Нобелівської премії на найближчий час знівельовано», висловився Анлунд у дискусійній статті, яку опублікувала «Свенска даґбладет»[2]. Анлунд помер у 2012 році.

Траплялося, що з Шведської академії й виключали. Так сталося в непростому випадку з Ґуставом Моріцом Армфельтом. Він мав крісло № 14 у першому її складі, ставши академіком 13 травня 1786-го. 25 вересня 1794 Армфельта виключили, після того як його в той же рік засуджено до смертної кари, позбавлення чести й майна. Тим часом засуджений утік до Росії, а до Швеції його покликав у 1800 році король Ґустав IV Адольф. 4 квітня 1805-го Армфельт знову став членом Шведської академії, посівши крісло № 17. 23 листопада 1807 він взяв участь у спільних урочистих зборах, причому без формальної інавґурації. 7 жовтня 1811-го Армфельта офіційно повідомили, що він не може бути членом Шведської академії, після чого позбавили шведського підданства й вислали з країни. То був чи не єдиний випадок, коли одна й та сама особа посідала два крісла в одній і тій же академії. 1814 року він помер.
У 1848-му Альбрехт Елуф Іре посів крісло № 3 після смерті Карла Ґустафа фон Брінкмана. Формально він не увійшов у число Вісімнадцяти, тож у 1859 року постановлено влаштувати офіційні вибори. Натомість цього ж року членом академії був вибраний Юган Бер'єсон. Інавґурація відбулася в 1861-му. Іре не фігурує в реєстрі членів Шведської академії.
Першою жінкою — членом Шведської академії стала Сельма Лагерлеф. Її вибрали 28 травня 1914 року, коли змінилися в бік поблажливості ґендерні настрої в академії. 20 грудня того ж року ця письменниця офіційно посіла крісло № 7.
До числа членів Шведської академії зараховують Карла Фредріка Шеффера. Ґустаф Мауріц Армфельт фігурує в її списку як один-єдиний член (хоч посідав два крісла). Не ввійшов до цього числа Альбрехт Елуф Іре, як такий, що не відбув інавґурації. На січень 2016 року налічувалося 189 осіб, що належали до Вісімнадцяти. З них усіх найдовше був академіком Андерс Естерлінґ (крісло № 13) — 62 роки.

## Крісло 1
| Портрет                   | Ім'я                     | Дата народження | Дата виборів      | Дата вступу    | Дата смерті                   |  |
| ------------------------- | ------------------------ | --------------- | ----------------- | -------------- | ----------------------------- |  |
| Андерс Юган фон Гепкен.   | Андерс Юган фон Гепкен   | 31 березня 1712 | 20 березня 1786   | 5 квітня 1786  | 9 травня 1789                 |  |
| Нільс Філіп Юлленстульпе. | Нільс Філіп Юлленстульпе | 19 лютого 1734  | 18 червня 1789    | 11 грудня 1789 | 20 лютого 1810                |  |
| Юган Улоф Валлін.         | Юган Улоф Валлін         | 15 жовтня 1779  | 29 березня 1810   | 29 травня 1811 | 30 червня 1839                |  |
| Андерс Фрюкселль.         | Андерс Фрюкселль         | 7 лютого 1795   | 1 червня 1840     | 23 травня 1841 | 21 березня 1881               |  |
| Ганс Фурселль.            | Ганс Фурссель            | 14 січня 1843   | 19 травня 1881    | 20 грудня 1881 | 2 серпня 1901                 |  |
| Карл Більдт.              | Карл Більдт              | 15 березня 1850 | 28 листопада 1901 | 20 червня 1902 | 26 січня 1931                 |  |
| Біргер Ведберг.           | Біргер Ведберг.          | 28 вересня 1870 | 23 квітня 1931    | 20 грудня 1931 | 2 жовтня 1945                 |  |
| Біргер Екеберг.           | Біргер Екеберг           | 10 серпня 1880  | 1 листопада 1945  | 20 грудня 1945 | 30 листопада 1968             |  |
|                           | Стуре Петрен             | 3 жовтня 1908   | 6 березня 1969    | 20 грудня 1969 | 13 грудня 1976                |  |
|                           | Стен Рудгольм            | 27 квітня 1918  | 10 лютого 1977    | 20 грудня 1977 | 29 листопада 2008             |  |
| Лотта Лутасс.             | Лотта Лутасс             | 28 лютого 1964  | 5 березня 2009    | 20 грудня 2009 | Вийшла з членів 7 травня 2018 |  |
|                           | Ерік М. Рунессон         | 26 серпня 1960  | 4 жовтня 2018     | 20 грудня 2018 |                               |  |

## Крісло 2
| Портрет                    | Ім'я                      | Дата народження   | Дата виборів      | Дата вступу                 | Дата смерті       |
| -------------------------- | ------------------------- | ----------------- | ----------------- | --------------------------- | ----------------- |
| Карл Фредрік Шеффер.       | Карл Фредрік Шеффер       | 28 квітня 1715    | 20 березня 1786   | Помер, не доживши до вступу | 27 серпня 1786    |
| Абрагам Ніклас Еделькранц. | Абрагам Ніклас Еделькранц | 29 липня 1754     | 19 жовтня 1786    | 2 грудня 1786               | 15 березня 1821   |
| Карл Петер Гаґберг.        | Карл Петер Гаґберг        | 22 листопада 1778 | 1 червня 1821     | 29 жовтня 1821              | 15 вересня 1841   |
| Крістіан Ерік Фалькранц.   | Крістіан Ерік Фалькранц   | 30 серпня 1790    | 5 грудня 1842     | 15 січня 1844               | 6 серпня 1866     |
| Ґуннар Веннерберг.         | Ґуннар Веннерберг         | 2 жовтня 1817     | 6 грудня 1866     | 20 грудня 1867              | 24 серпня 1901    |
| Клаес Аннерстедт.          | Клаес Аннерстедт          | 7 червня 1839     | 28 листопада 1901 | 20 грудня 1902              | 20 листопада 1927 |
| Клаес Аннерстедт.          | Мартін Ламм               | 22 червня 1880    | 26 квітня 1928    | 20 грудня 1928              | 5 травня 1950     |
| Інґвар Андерссон.          | Інґвар Андерссон          | 19 березня 1899   | 28 вересня 1950   | 20 грудня 1950              | 14 жовтня 1974    |
| Торґню T:сон Сегерстедт.   | Торґню T:сон Сегерстедт   | 11 серпня 1908    | 15 травня 1975    | 20 грудня 1975              | 28 січня 1999     |
| Бу Ральф.                  | Бу Ральф                  | 4 жовтня 1945     | 5 квітня 1999     | 20 грудня 1999              |                   |

## Крісло 3
| Портрет                   | Ім'я                     | Дата народження   | Дата виборів    | Дата вступу      | Дата смерті       |
| ------------------------- | ------------------------ | ----------------- | --------------- | ---------------- | ----------------- |
| Улоф Цельсій-молодший     | Улоф Цельсій-молодший    | 15 грудня 1716    | 20 березня 1786 | 27 травня 1786   | 15 лютого 1794    |
| Johan Адам Тінґстадіус.   | Юган Адам Тінґстадіус    | 8 липня 1748      | 12 червня 1794  | 12 лютого 1795   | 10 грудня 1827    |
| Карл Ґустаф фон Брінкман. | Карл Густав фон Брінкман | 25 лютого 1764    | 11 лютого 1828  | 3 листопада 1828 | 25 грудня 1847    |
| Юган Бер'єссон.           | Юган Бер'єссон           | 30 серпня 1790    | 1 грудня 1859   | 19 березня 1861  | 6 травня 1866     |
| Ганс Маґнус Мелін         | Ганс Маґнус Мелін        | 14 вересня 1805   | 14 червня 1866  | 20 грудня 1866   | 17 листопада 1877 |
| Карл Ґустаф Мальмстрем.   | Карл Ґустаф Мальмстрем   | 2 листопада 1822  | 21 березня 1878 | 20 грудня 1878   | 12 вересня 1912   |
| Генрік Шюк.               | Генрік Шюк               | 2 листопада 1855  | 16 січня 1913   | 20 грудня 1913   | 3 жовтня 1947     |
| H.S. Nyberg               | Генрік Самуель Нюберг    | 28 грудня 1889    | 26 лютого 1948  | 20 грудня 1948   | 9 лютого 1974     |
| Карл Івар Столе           | Карл Івар Столе          | 26 червня 1913    | 18 квітня 1974  | 20 грудня 1974   | 12 червня 1980    |
| Стуре Аллен.              | Стуре Аллен              | 31 грудня 1928    | 2 жовтня 1980   | 20 грудня 1980   | 20 червня 2022    |
| Давід Гоканссон.          | Давід Гоканссон          | 26 листопада 1978 | 11 травня 2023  |                  |                   |

## Крісло 4
| Портрет                    | Ім'я                      | Дата народження | Дата виборів    | Дата вступу       | Дата смерті       |
| -------------------------- | ------------------------- | --------------- | --------------- | ----------------- | ----------------- |
| Юган Генрік Челльґрен.     | Юган Генрік Челльґрен     | 1 грудня 1751   | 20 березня 1786 | 5 квітня 1786     | 20 квітня 1795    |
| Юган Стенгаммар.           | Юган Стенгаммар           | 17 червня 1769  | 4 лютого 1797   | 14 березня 1798   | 31 січня 1799     |
| Клаес Адольф Флемінґ.      | Клаес Адольф Флемінґ      | 24 квітня 1771  | 25 квітня 1799  | 23 листопада 1799 | 12 травня 1831    |
| Карл Адольф Аґард.         | Карл Адольф Аґард         | 23 січня 1785   | 18 липня 1831   | 22 серпня 1834    | 28 січня 1859     |
| Фредрік Фердинанд Карлсон. | Фредрік Фердинанд Карлсон | 13 червня 1811  | 1 грудня 1859   | 19 березня 1861   | 18 березня 1887   |
| Клаес Герман Рундґрен.     | Клаес Герман Рундґрен     | 12 серпня 1819  | 26 травня 1887  | 20 грудня 1887    | 19 вересня 1906   |
| Івар Афцеліус.             | Івар Афцеліус             | 15 жовтня 1848  | 14 лютого 1907  | 15 лютого 1908    | 30 жовтня 1921    |
| Тур Гедберг.               | Тур Гедберг               | 23 березня 1862 | 30 березня 1922 | 20 грудня 1922    | 13 липня 1931     |
| Сіґфрід Сіверц.            | Сіґфрід Сіверц            | 24 січня 1882   | 7 квітня 1932   | 20 грудня 1932    | 26 листопада 1970 |
| Ларс Форселль.             | Ларс Форселль             | 14 січня 1928   | 11 березня 1971 | 20 грудня 1971    | 26 липня 2007     |
| Андерс Ульссон.            | Андерс Ульссон            | 19 червня 1949  | 21 лютого 2008  | 20 грудня 2008    |                   |

## Крісло 5
| Портрет                  | Ім'я                    | Дата народження   | Дата виборів      | Дата вступу     | Дата смерті     |
| ------------------------ | ----------------------- | ----------------- | ----------------- | --------------- | --------------- |
| Маттіас фон Германссон.  | Маттіас фон Германссон  | 13 травня 1716    | 20 березня 1786   | 5 квітня 1786   | 25 липня 1789   |
| Маґнус Ленберг.          | Маґнус Ленберг          | 22 травня 1758    | 27 серпня 1789    | 17 березня 1790 | 9 грудня 1808   |
| Якоб Аксельсон Ліндблум. | Якоб Аксельсон Ліндблум | 27 липня 1746     | 9 лютого 1809     | 8 липня 1809    | 15 лютого 1819  |
| Карл фон Розенштайн.     | Карл фон Розенштайн     | 13 травня 1766    | 1 квітня 1819     | 10 квітня 1820  | 2 грудня 1836   |
| Єнс Якоб Берцеліус.      | Єнс Якоб Берцеліус      | 20 серпня 1779    | 18 вересня 1837   | 20 грудня 1837  | 7 серпня 1848   |
| Юган Ерік Рюдквіст.      | Юган Ерік Рюдквіст      | 20 жовтня 1800    | 6 серпня 1849     | 20 грудня 1849  | 17 грудня 1877  |
| Теодор Вісен.            | Теодор Вісен            | 31 березня 1835   | 29 травня 1878    | 20 грудня 1878  | 15 лютого 1892  |
| Knut Фредрік Седервалль. | Кнут Фредрік Седервалль | 1 січня 1842      | 19 травня 1892    | 20 грудня 1892  | 30 травня 1924  |
| Аксель Кок.              | Аксель Кок              | 2 березня 1851    | 13 листопада 1924 | 20 грудня 1924  | 18 березня 1935 |
| Бенґт Гессельман.        | Бенґт Гессельман        | 21 грудня 1875    | 23 травня 1935    | 20 грудня 1935  | 6 квітня 1952   |
|                          | Генрі Ульссон           | 18 квітня 1896    | 28 травня 1952    | 20 грудня 1952  | 11 січня 1985   |
| Єран Мальмквіст.         | Єран Мальмквіст         | 6 червня 1924     | 11 квітня 1985    | 20 грудня 1985  | 17 жовтня 2019  |
| Інґрід Карлберг.         | Інґрід Карлберг         | 30 листопада 1961 | 13 жовтня 2020    | 20 грудня 2020  |                 |

## Крісло 6
| Портрет                   | Ім'я                     | Дата народження   | Дата виборів    | Дата вступу    | Дата смерті       |
| ------------------------- | ------------------------ | ----------------- | --------------- | -------------- | ----------------- |
| Юган Вінґорд.             | Юган Вінґорд             | 19 квітня 1738    | 20 березня 1786 | 27 травня 1786 | 12 січня 1818     |
| Adolf Єран Мернер.        | Адольф Єран Мернер       | 27 липня 1773     | 2 квітня 1818   | 2 березня 1819 | 30 січня 1838     |
| Андерс Абрагам Ґрафстрем. | Андерс Абрагам Ґрафстрем | 10 січня 1790     | 10 червня 1839  | 26 травня 1840 | 24 липня 1870     |
| Фредрік Авґуст Дальґрен.  | Фредрік Авґуст Дальґрен  | 20 вересня 1816   | 2 березня 1871  | 20 грудня 1871 | 16 лютого 1895    |
| Ганс Гільдебранд.         | Ганс Гільдебранд         | 5 квітня 1842     | 16 травня 1895  | 20 грудня 1895 | 2 лютого 1913     |
| Свен Гедін.               | Свен Гедін               | 19 лютого 1865    | 22 травня 1913  | 20 грудня 1913 | 26 листопада 1952 |
| Стен Селандер.            | Стен Селандер            | 1 липня 1891      | 23 квітня 1953  | 20 грудня 1953 | 8 квітня 1957     |
| Улле Гедберг.             | Улле Гедберг             | 31 травня 1899    | 19 вересня 1957 | 20 грудня 1957 | 20 вересня 1974   |
| Пер Улоф Сундман.         | Пер Улоф Сундман         | 4 вересня 1922    | 15 травня 1975  | 20 грудня 1975 | 9 жовтня 1992     |
| Біргітта Троціґ.          | Біргітта Троціґ          | 11 вересня 1929   | 11 лютого 1993  | 20 грудня 1993 | 14 травня 2011    |
| Томас Ріад.               | Томас Ріад               | 15 листопада 1959 | 29 вересня 2011 | 20 грудня 2011 |                   |

## Крісло 7
| Портрет                         | Ім'я                           | Дата народження   | Дата виборів      | Дата вступу       | Дата смерті       |
| ------------------------------- | ------------------------------ | ----------------- | ----------------- | ----------------- | ----------------- |
| Аксель фон Ферсен.              | Аксель фон Ферсен              | 5 квітня 1719     | 20 березня 1786   | 5 квітня 1786     | 24 квітня 1794    |
| Аксель Ґабрієль Сільверстульпе. | Аксель Ґабрієль Сільверстульпе | 10 серпня 1762    | 12 червня 1794    | 4 березня 1795    | 5 вересня 1816    |
| Андерс Карлссон аф Кулльберг.   | Андерс Карлссон аф Кулльберг   | 3 серпня 1771     | 27 лютого 1817    | 15 листопада 1817 | 5 травня 1851     |
| Карл Авґуст Гаґберг             | Карл Авґуст Гаґберг            | 7 липня 1810      | 24 листопада 1851 | 18 травня 1852    | 9 січня 1864      |
| Вільгельм Ерік Сведеліус.       | Вільгельм Ерік Сведеліус       | 5 травня 1816     | 13 жовтня 1864    | 20 грудня 1864    | 26 лютого 1889    |
| Нільс Фредрік Сандер.           | Нільс Фредрік Сандер           | 26 вересня 1828   | 9 травня 1889     | 20 грудня 1889    | 30 травня 1900    |
| Альберт Теодор Геллерстедт.     | Альберт Теодор Геллерстедт     | 6 жовтня 1836     | 14 лютого 1901    | 20 грудня 1901    | 7 квітня 1914     |
| Сельма Лагерлеф.                | Сельма Лагерлеф                | 20 листопада 1858 | 28 травня 1914    | 20 грудня 1914    | 16 березня 1940   |
| Яльмар Ґулльберг.               | Яльмар Ґулльберг               | 30 травня 1898    | 16 травня 1940    | 20 грудня 1940    | 19 липня 1961     |
| Карл Раґнар Гіров.              | Карл Раґнар Гіров              | 2 квітня 1904     | 28 вересня 1961   | 20 грудня 1961    | 30 жовтня 1982    |
| Кнут Анлунд.                    | Кнут Анлунд                    | 24 травня 1923    | 10 березня 1983   | 20 грудня 1983    | 28 листопада 2012 |
| Сара Даніус.                    | Сара Даніус                    | 5 квітня 1962     | 7 березня 2013    | 20 грудня 2013    | 12 жовтня 2019    |
| Оса Вікфорш.                    | Оса Вікфорш                    | 25 липня 1961     | 9 травня 2019     | 20 грудня 2019    |                   |

## Крісло 8
| Портрет                   | Ім'я                     | Дата народження   | Дата виборів     | Дата вступу    | Дата смерті      |
| ------------------------- | ------------------------ | ----------------- | ---------------- | -------------- | ---------------- |
| Юган Ґабрієль Уксеншерна. | Юган Ґабрієль Уксеншерна | 19 липня 1750     | 20 березня 1786  | 5 квітня 1786  | 29 липня 1818    |
| Есаяс Теґнер.             | Есаяс Теґнер             | 13 листопада 1782 | 5 листопада 1818 | 22 червня 1819 | 2 листопада 1846 |
| Карл Вільгельм Беттігер.  | Карл Вільгельм Беттігер  | 15 травня 1807    | 12 липня 1847    | 18 грудня 1847 | 22 грудня 1878   |
| Карл Давід аф Вірсен.     | Карл Давід аф Вірсен     | 9 грудня 1842     | 20 березня 1879  | 20 грудня 1879 | 12 червня 1912   |
| Вернер фон Гейденстам.    | Вернер фон Гейденстам    | 6 липня 1859      | 19 вересня 1912  | 20 грудня 1912 | 20 травня 1940   |
| Пер Лагерквіст.           | Пер Лагерквіст           | 23 травня 1891    | 19 вересня 1940  | 20 грудня 1940 | 11 липня 1974    |
| Естен Шестранд.           | Естен Шестранд           | 16 червня 1925    | 15 травня 1975   | 20 грудня 1975 | 13 травня 2006   |
| Єспер Свенбру.            | Єспер Свенбру            | 10 березня 1944   | 5 жовтня 2006    | 20 грудня 2006 |                  |

## Крісло 9
| Портрет                | Ім'я                  | Дата народження | Дата виборів    | Дата вступу       | Дата смерті                      |
| ---------------------- | --------------------- | --------------- | --------------- | ----------------- | -------------------------------- |
| Ґудмунд Єран Адлербет. | Ґудмунд Єран Адлербет | 21 травня 1751  | 20 березня 1786 | 5 квітня 1786     | 7 жовтня 1818                    |
| Ганс Єрта.             | Ганс Єрта             | 11 лютого 1774  | 1 квітня 1819   | 29 листопада 1826 | 6 квітня 1847                    |
| Карл Давід Скуґман.    | Карл Давід Скуґман    | 26 жовтня 1786  | 16 серпня 1847  | 20 грудня 1848    | 20 лютого 1856                   |
| Геннінґ Гамільтон.     | Геннінґ Гамільтон     | 16 січня 1814   | 2 травня 1856   | 24 січня 1859     | 22 вересня 1881                  |
| Есаяс Теґнер-молодший. | Есаяс Теґнер-молодший | 13 січня 1843   | 9 березня 1882  | 20 грудня 1882    | 21 листопада 1928                |
| Отто фон Фрісен.       | Отто фон Фрісен       | 11 травня 1870  | 16 травня 1929  | 20 грудня 1929    | 10 вересня 1942                  |
| Ейнар Лефстедт         | Ейнар Лефстедт        | 15 червня 1880  | 15 жовтня 1942  | 20 грудня 1942    | 10 червня 1955                   |
| Туре Юганіссон.        | Туре Юганіссон        | 26 вересня 1903 | 29 вересня 1955 | 20 грудня 1955    | 16 грудня 1990                   |
| Торґню Ліндґрен.       | Торґню Ліндґрен       | 16 червня 1938  | 28 лютого 1991  | 20 грудня 1991    | 16 березня 2017                  |
|                        | Джейн Свенунґссон     | 9 грудня 1973   | 28 вересня 2017 | 20 грудня 2017    | Вийшла з членів 7 листопада 2018 |
| Еллен Маттсон.         | Еллен Маттсон         | 22 вересня 1962 | 28 березня 2019 | 20 грудня 2019    |                                  |

## Крісло 10
| Портрет                     | Ім'я                       | Дата народження | Дата виборів      | Дата вступу     | Дата смерті     |
| --------------------------- | -------------------------- | --------------- | ----------------- | --------------- | --------------- |
| Андерс аф Бутін             | Андерс аф Бутін            | 15 березня 1724 | 20 березня 1786   | 5 квітня 1786   | 22 вересня 1790 |
| Крістоффер Богіслаус Зібет. | Крістоффер Богіслаус Зібет | 25 грудня 1740  | 13 листопада 1790 | 10 грудня 1790  | 16 травня 1809  |
| Ґустаф Лагерб'єльке         | Ґустаф Лагерб'єльке        | 22 березня 1777 | 17 червня 1809    | 25 вересня 1819 | 24 травня 1837  |
| Карл Фредрік аф Вінґорд.    | Карл Фредрік аф Вінґорд    | 26 вересня 1781 | 18 вересня 1837   | 31 травня 1838  | 19 вересня 1851 |
| Генрік Реутердаль.          | Генрік Реутердаль          | 11 вересня 1795 | 14 червня 1852    | 20 грудня 1852  | 28 червня 1870  |
| Паулюс Генберг.             | Паулюс Генберг             | 13 квітня 1811  | 2 березня 1871    | 5 червня 1872   | 29 вересня 1875 |
| Карл Сноїльскі.             | Карл Сноїльскі             | 8 вересня 1841  | 20 квітня 1876    | 20 грудня 1876  | 19 травня 1903  |
| Гаральд Єрне.               | Гаральд Єрне               | 2 травня 1848   | 15 серпня 1903    | 20 грудня 1903  | 6 січня 1922    |
| Фредрік Беек.               | Фредрік Беек               | 12 травня 1883  | 30 березня 1922   | 20 грудня 1922  | 2 грудня 1961   |
| Ерік Леннрот.               | Ерік Леннрот               | 1 серпня 1910   | 17 травня 1962    | 20 грудня 1962  | 10 березня 2002 |
| Петер Енґлунд.              | Петер Енґлунд              | 4 квітня 1957   | 23 травня 2002    | 20 грудня 2002  |                 |

## Крісло 11
| Портрет                 | Ім'я                   | Дата народження  | Дата виборів    | Дата вступу    | Дата смерті                    |  |
| ----------------------- | ---------------------- | ---------------- | --------------- | -------------- | ------------------------------ |  |
| Нільс фон Розенштайн.   | Нільс фон Розенштайн   | 12 грудня 1752   | 20 березня 1786 | 5 квітня 1786  | 7 серпня 1824                  |  |
| Ларс Маґнус Енберг.     | Ларс Маґнус Енберг     | 3 листопада 1787 | 11 жовтня 1824  | 21 лютого 1825 | 20 листопада 1865              |  |
| Брур Еміль Гільдебранд. | Брур Еміль Гільдебранд | 22 лютого 1806   | 14 червня 1866  | 20 грудня 1866 | 30 серпня 1884                 |  |
| Клас Теодор Уднер.      | Клас Теодор Уднер      | 17 червня 1836   | 26 лютого 1885  | 20 грудня 1885 | 11 червня 1904                 |  |
| Ерік Аксель Карлфельдт. | Ерік Аксель Карлфельдт | 20 липня 1864    | 14 липня 1904   | 20 грудня 1904 | 8 квітня 1931                  |  |
| Торстен Фогельквіст.    | Торстен Фогельквіст    | 25 січня 1880    | 1 жовтня 1931   | 20 грудня 1931 | 23 січня 1941                  |  |
| Нільс Анлунд.           | Нільс Анлунд           | 23 серпня 1889   | 3 квітня 1941   | 20 грудня 1941 | 11 січня 1957                  |  |
| Ейвінд Юнсон.           | Ейвінд Юнсон           | 29 липня 1900    | 11 квітня 1957  | 20 грудня 1957 | 25 серпня 1976                 |  |
| Ульф Лінде.             | Ульф Лінде             | 15 квітня 1929   | 10 лютого 1977  | 20 грудня 1977 | 12 жовтня 2013                 |  |
| Клас Естерґрен.         | Клас Естерґрен         | 20 лютого 1955   | 27 лютого 2014  | 20 грудня 2014 | Вийшов із членів 7 травня 2018 |  |
|                         | Матс Мальм             | 10 травня 1964   | 18 жовтня 2018  | 20 грудня 2018 |                                |  |

## Крісло 12
| Портрет                  | Ім'я                    | Дата народження   | Дата виборів      | Дата вступу       | Дата смерті       |
| ------------------------ | ----------------------- | ----------------- | ----------------- | ----------------- | ----------------- |
| Еліс Шредергайм.         | Еліс Шредергайм         | 26 березня 1747   | 20 березня 1786   | 5 квітня 1786     | 30 серпня 1795    |
|                          | Ісак Рейнгольд Блум     | 27 жовтня 1762    | 11 березня 1797   | 25 листопада 1797 | 6 травня 1826     |
| Ґустаф Фредрік Вірсен.   | Ґустаф Фредрік Вірсен   | 21 жовтня 1779    | 12 червня 1826    | 26 березня 1827   | 9 грудня 1827     |
| Бернгард фон Бесков.     | Бернгард фон Бесков     | 22 квітня 1796    | 11 лютого 1828    | 1 листопада 1828  | 17 жовтня 1868    |
| Карл Ґустаф Страндберг.  | Карл Ґустаф Страндберг  | 5 травня 1825     | 3 червня 1869     | 20 грудня 1869    | 8 лютого 1874     |
| Андерс Андерсон.         | Андерс Андерсон         | 6 липня 1822      | 18 березня 1875   | 20 грудня 1875    | 10 вересня 1892   |
| Адольф Ерік Норденшельд. | Адольф Ерік Норденшельд | 18 листопада 1832 | 27 квітня 1893    | 20 грудня 1893    | 12 серпня 1901    |
| Ґустаф Реціус.           | Ґустаф Реціус           | 17 жовтня 1842    | 28 листопада 1901 | 20 червня 1902    | 21 липня 1919     |
| Адольф Нореен.           | Адольф Нореен           | 13 березня 1854   | 2 жовтня 1919     | 20 грудня 1919    | 13 червня 1925    |
| Бу Бергман.              | Бу Бергман              | 6 жовтня 1869     | 24 вересня 1925   | 20 грудня 1925    | 17 листопада 1967 |
| Стен Ліндрот.            | Стен Ліндрот            | 28 грудня 1914    | 7 березня 1968    | 20 грудня 1968    | 1 вересня 1980    |
| Вернер Аспенстрем.       | Вернер Аспенстрем       | 13 листопада 1918 | 19 березня 1981   | 20 грудня 1981    | 25 січня 1997     |
| Per Wästberg 2011.jpg    | Пер Вестберг            | 20 листопада 1933 | 17 квітня 1997    | 20 грудня 1997    |                   |

## Крісло 13
| Портрет                   | Ім'я                      | Дата народження | Дата виборів      | Дата вступу       | Дата смерті                   |  |
| ------------------------- | ------------------------- | --------------- | ----------------- | ----------------- | ----------------------------- |  |
| Ґустаф Фредрік Юлленборг. | Густав Фредрік Гілленборг | 24 грудня 1731  | 20 березня 1786   | 5 квітня 1786     | 30 березня 1808               |  |
| Франс Міхаель Францен.    | Франс Міхаель Францен     | 9 лютого 1772   | 5 травня 1808     | 27 листопада 1811 | 14 серпня 1847                |  |
| Бернгард Еліс Мальмстрем. | Бернгард Еліс Мальмстрем  | 14 березня 1816 | 26 листопада 1849 | 18 грудня 1850    | 21 червня 1865                |  |
| Карл Андерс Кулльберг     | Карл Андерс Кулльберг     | 26 жовтня 1815  | 19 жовтня 1865    | 29 травня 1866    | 22 жовтня 1897                |  |
| Карл Альфред Мелін.       | Карл Альфред Мелін        | 11 березня 1849 | 17 лютого 1898    | 20 грудня 1898    | 5 липня 1919                  |  |
| Андерс Естерлінґ.         | Андерс Естерлінґ          | 13 квітня 1884  | 2 жовтня 1919     | 20 грудня 1919    | 13 грудня 1981                |  |
| Ґуннель Валльквіст.       | Ґуннель Валльквіст        | 19 червня 1918  | 1 квітня 1982     | 20 грудня 1982    | 11 січня 2016                 |  |
| Сара Стрідсберг.          | Сара Стрідсберг           | 29 серпня 1972  | 12 травня 2016    | 20 грудня 2016    | Вийшла з членів 7 травня 2018 |  |
| Анне Сверд.               | Анне Сверд                | 16 лютого 1969  | 28 березня 2019   | 20 грудня 2019    |                               |  |

## Крісло 14
| Портрет                 | Ім'я                   | Дата народження   | Дата виборів    | Дата вступу    | Дата смерті     |
| ----------------------- | ---------------------- | ----------------- | --------------- | -------------- | --------------- |
| Ґустаф Мауріц Армфельт. | Ґустаф Мауріц Армфельт | 31 березня 1757   | 12 квітня 1786  | 13 травня 1786 | 19 серпня 1814  |
| Мальте Рамель.          | Мальте Рамель          | 27 травня 1747    | 7 січня 1797    | 30 квітня 1802 | 31 січня 1824   |
| Ерік Ґустаф Гейєр.      | Ерік Густаф Геєр       | 12 січня 1783     | 1 квітня 1824   | 15 січня 1826  | 23 квітня 1847  |
| Еліас Фріс.             | Еліас Фріс             | 15 серпня 1794    | 12 липня 1847   | 2 грудня 1847  | 8 лютого 1878   |
| Карл Руперт Нюблум.     | Карл Руперт Нюблум     | 29 березня 1832   | 20 березня 1879 | 20 грудня 1879 | 30 травня 1907  |
| Пер Галльстрем.         | Пер Галльстрем         | 29 вересня 1866   | 12 березня 1908 | 20 грудня 1908 | 18 лютого 1960  |
| Раґнар Юсефсон.         | Раґнар Юсефсон         | 8 березня 1891    | 12 травня 1960  | 20 грудня 1960 | 27 березня 1966 |
| Ларс Юлленстен.         | Ларс Юлленстен         | 12 листопада 1921 | 26 травня 1966  | 20 грудня 1966 | 26 травня 2006  |
| Крістіна Люґн.          | Крістіна Люґн          | 14 листопада 1948 | 5 жовтня 2006   | 20 грудня 2006 | 9 травня 2020   |
| Стів Сем-Сандберг.      | Стів Сем-Сандберг      | 16 серпня 1958    | 13 жовтня 2020  | 20 грудня 2020 |                 |

## Крісло 15
| Портрет                | Ім'я                  | Дата народження   | Дата виборів      | Дата вступу       | Дата смерті                   |
| ---------------------- | --------------------- | ----------------- | ----------------- | ----------------- | ----------------------------- |
| Карл Ґустаф Нурдін.    | Карл Ґустаф Нурдін    | 2 січня 1749      | 22 квітня 1786    | 13 травня 1786    | 14 березня 1812               |
| Карл Бірґер Рутстрем.  | Карл Бірґер Рутстрем  | 22 листопада 1758 | 2 травня 1812     | 2 грудня 1813     | 13 квітня 1826                |
| Юган Давід Валеріус.   | Юган Давід Валеріус   | 13 січня 1776     | 1 червня 1826     | 29 листопада 1826 | 4 серпня 1852                 |
| Людвіґ Мандерстрем     | Людвіґ Мандерстрем    | 22 січня 1806     | 22 листопада 1852 | 20 грудня 1853    | 18 серпня 1873                |
| Антон Ніклас Сундберг. | Антон Ніклас Сундберг | 27 травня 1818    | 5 лютого 1874     | 20 грудня 1874    | 2 лютого 1900                 |
| Ґоттфрід Біллінґ.      | Ґоттфрід Біллінґ      | 29 квітня 1841    | 31 травня 1900    | 20 грудня 1900    | 14 січня 1925                 |
| Ганс Ларссон.          | Ганс Ларссон          | 18 лютого 1862    | 16 квітня 1925    | 20 грудня 1925    | 16 лютого 1944                |
| Елін Веґнер.           | Елін Веґнер           | 16 травня 1882    | 25 травня 1944    | 20 грудня 1944    | 7 січня 1949                  |
| Гаррі Мартінссон.      | Гаррі Мартінсон       | 6 травня 1904     | 17 березня 1949   | 20 грудня 1949    | 11 лютого 1978                |
| Керстін Екман.         | Керстін Екман         | 27 серпня 1933    | 20 квітня 1978    | 20 грудня 1978    | Вийшла з членів 7 травня 2018 |
| Їла Моссаед.           | Їла Моссаед           | 4 квітня 1948     | 4 квітня 2018     | 20 грудня 2018    |                               |

## Крісло 16
| Портрет                  | Ім'я                    | Дата народження | Дата виборів    | Дата вступу       | Дата смерті      |
| ------------------------ | ----------------------- | --------------- | --------------- | ----------------- | ---------------- |
| Карл Ґустаф аф Леопольд. | Карл Ґустаф аф Леопольд | 3 квітня 1756   | 1 червня 1786   | 21 червня 1786    | 9 листопада 1829 |
| Самуель Ґруббе.          | Самуель Ґруббе          | 19 лютого 1786  | 25 січня 1830   | 20 листопада 1830 | 6 листопада 1853 |
| Ісраель Вассер.          | Ісраель Вассер          | 17 вересня 1790 | 3 липня 1854    | 20 грудня 1854    | 11 травня 1860   |
| Карл Страндберг.         | Карл Страндберг         | 16 січня 1818   | 27 березня 1862 | 20 грудня 1862    | 5 лютого 1877    |
| Віктор Рюдберг.          | Віктор Рюдберг          | 18 грудня 1828  | 26 квітня 1877  | 22 травня 1878    | 21 вересня 1895  |
| Вальдемар Рудін.         | Вальдемар Рудін         | 20 липня 1833   | 26 березня 1896 | 20 грудня 1896    | 2 січня 1921     |
| Натан Седерблум.         | Натан Седерблюм         | 15 січня 1866   | 17 березня 1921 | 20 грудня 1921    | 12 липня 1931    |
| Тур Андре.               | Тор Андре               | 9 липня 1885    | 7 квітня 1932   | 20 грудня 1932    | 24 лютого 1947   |
| Еліас Вессен.            | Еліас Вессен            | 15 квітня 1889  | 22 травня 1947  | 20 грудня 1947    | 30 січня 1981    |
|                          | Челль Еспмарк           | 19 лютого 1930  | 5 березня 1981  | 20 грудня 1981    | 18 вересня 2022  |
| Анна-Карін Пальм.        | Анна-Карін Пальм        | 17 березня 1961 | 11 травня 2023  |                   |                  |

## Крісло 17
| Портрет                   | Ім'я                     | Дата народження   | Дата виборів      | Дата вступу       | Дата смерті     |
| ------------------------- | ------------------------ | ----------------- | ----------------- | ----------------- | --------------- |
| Юган Мурберг.             | Юган Мурберг             | 4 грудня 1734     | 14 квітня 1787    | 13 травня 1787    | 27 березня 1805 |
| Ґустаф Мауріц Армфельт.   | Ґустаф Мауріц Армфельт   | 31 березня 1757   | 4 квітня 1805     | 23 листопада 1807 | 19 серпня 1814  |
| Ґустаф аф Веттерстедт.    | Ґустаф аф Веттерстедт    | 29 грудня 1776    | 16 листопада 1811 | 16 грудня 1811    | 15 травня 1837  |
| Андерс Маґнус Стрінгольм. | Андерс Маґнус Стрінгольм | 25 листопада 1786 | 18 вересня 1837   | 20 грудня 1838    | 18 січня 1862   |
| Louis De Geer.            | Луїс де Геер             | 18 липня 1818     | 27 березня 1862   | 20 грудня 1862    | 24 вересня 1896 |
| Пер фон Еренгейм.         | Пер фон Еренгейм         | 4 серпня 1823     | 18 березня 1897   | 20 грудня 1897    | 20 березня 1918 |
| Яльмар Гаммаршельд.       | Яльмар Гаммаршельд       | 4 лютого 1862     | 23 травня 1918    | 20 грудня 1918    | 12 жовтня 1953  |
| Даґ Гаммаршельд.          | Даґ Гаммаршельд          | 29 липня 1905     | 18 березня 1954   | 20 грудня 1954    | 17 вересня 1961 |
| Ерік Ліндеґрен.           | Ерік Ліндеґрен           | 5 серпня 1910     | 12 квітня 1962    | 20 грудня 1962    | 31 травня 1968  |
| Юганнес Едфельдт.         | Юганнес Едфельт          | 21 грудня 1904    | 6 березня 1969    | 20 грудня 1969    | 27 серпня 1997  |
| Горас Енґдаль.            | Горас Енґдаль            | 30 грудня 1948    | 16 жовтня 1997    | 20 грудня 1997    |                 |

## Крісло 18
| Портрет                         | Ім'я                           | Дата народження   | Дата виборів      | Дата вступу    | Дата смерті                   |
| ------------------------------- | ------------------------------ | ----------------- | ----------------- | -------------- | ----------------------------- |
| Нільс Лоренс Шеберг.            | Нільс Лоренс Шеберг            | 4 грудня 1754     | 14 квітня 1787    | 13 травня 1787 | 13 березня 1822               |
| Андерс Фредрік Шельдебранд.     | Андерс Фредрік Шельдебранд     | 14 липня 1757     | 6 червня 1822     | 21 жовтня 1822 | 23 серпня 1834                |
| Пер Генрік Лінґ.                | Пер Генрік Лінґ                | 15 листопада 1776 | 12 січня 1835     | 27 червня 1835 | 3 травня 1839                 |
| Пер Данієль Амадеус Аттербум.   | Пер Данієль Амадеус Аттербум   | 19 січня 1790     | 10 червня 1839    | 29 травня 1840 | 21 липня 1855                 |
| Юган Генрік Тумандер.           | Юган Генрік Тумандер           | 16 червня 1798    | 22 листопада 1855 | 29 травня 1857 | 9 липня 1865                  |
| Ґустаф Юнґґрен.                 | Ґустаф Юнґґрен                 | 6 березня 1823    | 19 жовтня 1865    | 29 травня 1866 | 31 серпня 1905                |
| Віталіс Нурстрем.               | Віталіс Нурстрем               | 29 січня 1856     | 14 лютого 1907    | 20 червня 1907 | 29 листопада 1916             |
| Оскар Монтеліус.                | Оскар Монтеліус                | 9 вересня 1843    | 12 квітня 1917    | 20 грудня 1917 | 4 листопада 1921              |
| Альберт Енґстрем.               | Альберт Енґстрем               | 12 травня 1869-   | 30 березня 1922   | 20 грудня 1922 | 16 листопада 1940             |
| Ґуннар Масколль Сільверстульпе. | Ґуннар Масколль Сільверстульпе | 21 січня 1893     | 3 квітня 1941     | 20 грудня 1941 | 26 червня 1942                |
| Ґустаф Гелльстрем.              | Ґустаф Гелльстрем              | 28 серпня 1882    | 15 жовтня 1942    | 20 грудня 1942 | 27 лютого 1953                |
| Бертіль Мальмберг.              | Бертіль Мальмберг              | 13 серпня 1889    | 23 квітня 1953    | 20 грудня 1953 | 11 лютого 1958                |
| Ґуннар Екелеф.                  | Ґуннар Екелеф                  | 15 вересня 1907   | 17 квітня 1958    | 20 грудня 1958 | 16 березня 1968               |
| Артур Лундквіст.                | Артур Лундквіст                | 3 березня 1906    | 2 травня 1968     | 20 грудня 1968 | 11 грудня 1991                |
| Катаріна Фрустенсон             | Катаріна Фростенсон            | 5 березня 1953    | 27 лютого 1992    | 20 грудня 1992 | Вийшла з членів 18 січня 2019 |
| Туа Форшстрем.                  | Туа Форшстрем                  | 2 квітня 1947     | 12 лютого 2019    | 20 грудня 2019 |                               |